# Like That (Doja Cat)
Like That è un singolo della rapper statunitense Doja Cat, pubblicato l'11 febbraio 2020 come sesto estratto dal secondo album in studio Hot Pink.

## Descrizione
Il brano, che vede la partecipazione del rapper statunitense Gucci Mane, è basato su un sample di Between the Sheets, una canzone degli Isley Brothers del 1983. È composto in chiave Mi minore ed ha un tempo di 106 battiti per minuto.

## Promozione
Doja Cat ha incluso il singolo in un medley con Say So agli MTV Video Music Awards il 30 agosto 2020. Discorso analogo ai Billboard Music Awards, dove l'ha incluso in un medley contenente Juicy e Say So.

## Video musicale
Il video musicale è stato reso disponibile il 25 giugno 2020.

## Tracce
Testi e musiche di Amalaratna Zandile Dlamini, Lukasz Gottwald, Radric Delantic Davis, Yeti Beats, Lydia Asrat e Theron Thomas.
1. Like That (feat. Gucci Mane) – 2:44

## Formazione
Musicisti
- Doja Cat – voce
- Gucci Mane – voce aggiuntiva
- Chloe Angelides – cori

Produzione
- Tyson Trax – produzione
- Mike Crook – produzione
- Mike Bozzi – mastering
- Clint Gibbs – missaggio
- Emix – ingegneria del suono

## Successo commerciale
Proprio come altre canzoni della rapper, il brano ha cominciato ad essere notato grazie anche ad una challenge virale su TikTok. Nella Billboard Hot 100 ha fatto il suo ingresso alla 92ª posizione nella pubblicazione del 13 giugno 2020, segnando la quinta entrata della rapper nella prestigiosa classifica.
Nella classifica britannica ha debuttato alla 73ª posizione nella settimana datata al 26 marzo 2020, grazie a 7 035 unità vendute.

## Classifiche
| Classifica (2020) | Posizione massima |
| ----------------- | ----------------- |
| Argentina         | 90                |
| Belgio (Vallonia) | 69                |
| Canada            | 29                |
| Irlanda           | 50                |
| Lettonia          | 89                |
| Lituania          | 92                |
| Regno Unito       | 62                |
| Romania           | 71                |
| Stati Uniti       | 50                |